# Bob Noorda
Bob Noorda (Amsterdam, 15 luglio 1927 – Milano, 11 gennaio 2010) è stato un grafico olandese naturalizzato italiano.
A partire dagli anni 1960, si è imposto tra i principali artefici del rinnovamento della grafica italiana del XX secolo.

## Biografia
Dopo aver svolto il servizio militare in Indonesia (allora colonia dei Paesi Bassi), alla fine degli anni 1940 ritornò ad Amsterdam per terminare gli studi al IvKNO (Instituut voor Kunstnijverheidsonderwijs, ora noto come Gerrit Rietveld Academie), diplomandosi nel 1950. L'istruzione funzionalista che ricevette, come conseguenza dell'influenza del movimento Bauhaus, è stata una presenza costante durante la sua carriera di designer. Noorda lavorò come freelance nella capitale olandese fino al 1954, anno in cui prese la decisione di trasferirsi in Italia, a Milano.
Qui, Noorda si guadagnò una discreta reputazione curando, tra la metà degli anni 1950 e i primi anni 1960, le campagne pubblicitarie della Pirelli; allo stesso tempo, collaborò anche con La Rinascente (tra il 1963 e il 1964) e la Olivetti. In particolare, l'esperienza in Pirelli fu molto fruttuosa, poiché ebbe modo di entrare in contatto con molti designer del calibro di Walter Ballmer, Aldo Calabresi, Max Huber, Lora Lamm, Bruno Munari, Raymond Savignac, Albe Steiner, Antonio Boggeri e Pino Tovaglia. Durante questi anni lavorò, assieme agli architetti Franco Albini e Franca Helg, alla progettazione grafica della metropolitana milanese inaugurata nel novembre del 1964: a Noorda, in particolare, venne affidato l'incarico di occuparsi della segnaletica e dell'allestimento visivo del nuovo sistema di trasporto. Il lavoro svolto da Noorda meritò il Compasso d'oro; in seguito ricevette il premio in altre tre occasioni, nel 1979, nel 1984 e infine nel 1994, quest'ultimo alla carriera.
Nel 1965, insieme al designer milanese Massimo Vignelli, fondò l'agenzia grafica Unimark International; Noorda dirigeva gli uffici milanesi, mentre Vignelli si trasferì negli Stati Uniti per occuparsi della sede di New York. Unimark era presente in cinque paesi, ed era nota per utilizzare un approccio molto moderno del design per clienti internazionali come Knoll, IBM e American Airlines.
Nel 1967 ricevette, con Vignelli, l'incarico di progettare la comunicazione visiva della metropolitana di New York; lo stesso lavoro gli venne poi affidato anche per quella di San Paolo del Brasile. Nei primi anni 1970 terminò l'esperienza in Unimark, che a quel punto aveva tredici uffici sparsi per il mondo, così Noorda, con altri tre designer, proseguì l'attività dello studio milanese, che chiuse i battenti solo nel 2000. Dopo la chiusura, Noorda e la moglie Ornella lavorarono insieme sotto l'egida della Noorda Design; accanto a quest'attività, si dedicò all'insegnamento: a Venezia per la Scuola di disegno industriale, a Urbino per l'Istituto superiore per le industrie artistiche (ISIA) e a Milano per l'Umanitaria e il Politecnico, che nel 2005 gli conferì una laurea honoris causa in disegno industriale.
Nel corso della sua carriera ha disegnato o aggiornato decine di logotipi, fra cui quelli di Coop, Arnoldo Mondadori Editore, Messaggerie Italiane, Automobile Club d'Italia, Enel, Eni, Montedison, Aem ed Hera, nonché lo stemma della Regione Lombardia (quest'ultimo, assieme a Bruno Munari, Pino Tovaglia e Roberto Sambonet). Ha inoltre curato l'immagine coordinata di aziende come Agip, Banca Commerciale Italiana, Dreher, Chiari e Forti, Fusital, MaxMeyer, Richard-Ginori, Total, Zegna, Mitsubishi, Rex e Zoppas. È stato attivo anche nel campo dell'editoria, collaborando con Vallecchi, Sansoni, Feltrinelli e Touring Club Italiano. A lui sono state dedicate mostre in tutto il mondo.
Riposa, tumulato nella cripta del Famedio, al Cimitero Monumentale di Milano.